# Álvaro García Linera
Álvaro García Linera (Cochabamba, 19 de outubro de 1962) é um político boliviano. Foi vice-presidente da Bolívia de 2006 até 2019, eleito ao lado do presidente Evo Morales.
Linera é autor do livro A potência plebeia – ação coletiva e identidades indígenas, operárias e populares na Bolívia, sendo um destacado intelectual de seu país e do continente latino-americano. Com longa trajetória de militância e elaboração teórica, Linera busca construir um marxismo adaptado à realidade concreta boliviana e sul-americana, conciliando o pensamento materialista dialético clássico com uma série de influências indígenas e de outras matrizes do pensamento social.
No ano 2016 foi revelado um caso em que ele supostamente não havia recebido um diploma académico. Ainda foi professor de Sociologia e Ciências Políticas da Universidad Mayor de San Andrés, em La Paz.
Integra o grupo Comuna, responsável pela teorização do governo de Evo Morales. Recebeu o prêmio Agustín Cueva 2004, da Escola de Sociología e Ciências Políticas da Universidad Central del Ecuador.
No dia 10 de novembro de 2019, renunciou ao cargo de vice-presidente, logo após a renúncia do presidente Evo Morales.
- Commons
- Wikinotícias